# 可知靖之
可知 靖之（かち やすゆき、1933年9月17日 - ）は、日本の俳優、声優。東京都出身。劇団俳優座所属。

## 人物
早稲田大学政治経済学部卒。
1960年、俳優座養成所9期生となる。同期は荒砂ゆき、鎗田順吉など。
身長173cm。体重60kg。
趣味はビリヤード、酒、将棋、マージャン、碁、カラオケ。特技は芝居、ベース、ギター。

## 出演作品

### 映画
- 香華（1964年）※デビュー作
- 大殺陣（1964年） - 徳川綱重
- スパイ（1965年） - 木下
- 旗本やくざ（1966年） - 井上
- 復讐の歌が聞える（1968年） - 相川
- 忍ぶ川（1972年） - 文哉
- 世界名作童話 白鳥の王子（1977年）　-　声の出演：裁判官 ※アニメ映画
- 八つ墓村（1977年） - AGS課長
- 野性の証明（1978年） - 月田署長
- 密約 外務省機密漏洩事件（1988年） - 佐々木安夫
- 伊能忠敬 子午線の夢（2001年）

### テレビドラマ
- テレビ指定席 / 丘の上の別荘（1961年）
- 女の劇場 / りんごの皮（1961年）
- おかあさん 第2シリーズ 第145話「生きる」（1962年）
- 七人の刑事
  - 第1シーズン 第72話「ひとりもん」（1963年）
  - 第2シーズン 第208話「ある関係」（1965年）
- 東芝日曜劇場 第324話「脚光」（1963年）
- ダイヤル110番 第320話「殺意の部屋」（1963年）
- アジアの曙（1965年）
- ナショナルゴールデン劇場 / 逃亡（1966年）
- 近鉄金曜劇場 / 心の歌（1966年）
- 夫婦百景 第381話「他人事ならず」（1966年）
- ウルトラマン 第24話「海底科学基地」（1966年） - 山川博士
- 部長刑事 第442話「三つのナンバー」（1967年）
- 俺は用心棒 第6話「銃声」（1967年）
- 剣 第7話「待伏せ」（1967年） - 角川
- 仇討ち 第6話「よじょう」（1968年）
- おやじとオレと（1969年）
- 雪之丞変化 第7話、第8話（1970年）
- 燃えよ剣 第22話「流離の日」（1970年） - 芳賀宜道
- 日本怪談劇場 第8回「怪談首斬り浅右衛門」（1970年）- 桜井
- 恐怖劇場アンバランス 第6話「地方紙を買う女」（1973年） - 土田咲次
- 剣客商売 第9話「決斗、見付宿」（1973年）
- 水戸黄門
  - 第4部 第29話「しのびの殿さま -郡山-」（1973年） - 矢部音十郎
  - 第15部 第19話「父娘救った主君の鎧 -備中松山-」（1985年） - 秋山
- 科学捜査官 第4話「ミクロの証人」（1973年)
- 大河ドラマ
  - 元禄太平記（1975年） - 正親町公通
  - 草燃える（1979年） - 静憲法師
  - 獅子の時代（1980年） - 政府高官
  - 八代将軍吉宗（1995年） - 牧野成貞
  - 元禄繚乱（1999年） - 阿部豊後守正武
- 江戸の旋風
  - 同心部屋御用帳 江戸の旋風 第19話「御用金道中異変」（1975年）
  - 江戸の旋風III 第28話「お百度詣りの女」（1977年）
- 鬼平犯科帳 (丹波哲郎) 第17話「むかしなじみ」（1975年）
- 銭形平次
  - 第587話「平次御用旅」（1977年）
  - 第718話「仕組まれた復讐」（1980年）
- ご存知!女ねずみ小僧 第30話「花は元禄・雪の心中」（1977年） - 大石良雄
- 破れ奉行 第38話「深川奉行危機一髪 PART-II」（1977年） - 元山太兵衛
- 大空港 第15話「新任警部登場 狂気のバス爆破!」（1978年）
- 破れ新九郎 第5話「哀愁 女の十字路」（1978年） - 塚本仙五郎
- 大江戸捜査網 第3シリーズ
  - 第371話「笑いを売る謎の男」（1978年）
  - 第434話「五七五に賭けた恋情け」（1980年）
- 騎馬奉行（1979年 - 1980年）
- 蒼き狼 成吉思汗の生涯（1980年）
- 特捜最前線
  - 第217話「深夜の密告ファクシミリ!」（1981年）
  - 第277話「橘警部逃亡!」（1982年）
  - 第502話「黄色い帽子の女」（1987年）
- 太陽にほえろ! 第465話「裏の裏」（1981年） - 村岡支店長
- 闇を斬れ 第18話「おんなの罠」（1981年）
- 新・海峡物語（1981年）
- 時代劇スペシャル
  - 愛妻武士道（1981年）
  - 仕掛人藤枝梅安 梅安流れ星（1982年）
- 土曜ワイド劇場
  - 幽霊温泉（1981年）
  - 松本清張の風の息（1982年） - 伊東豊
  - 京都-飛鳥路の旅殺人事件（1992年）
- ザ・サスペンス / 温情判事（1982年）
- 柳生十兵衛あばれ旅 第9話「なみだ峠で待つ女」（1982年） - 深田主水正
- 大奥 第1話「大奥誕生」- 第3話「陰謀の毒薬」（1983年） - 土井利勝
- 大岡越前
  - 第7部 第27話「将軍暗殺危機一髪」（1983年） - 小森英之進
  - 第14部第16話「兄が願った妹の幸せ」 - 松翁
- 必殺仕事人IV 第18話「なんでも屋の加代 花嫁になる」（1984年） - 同心 瀬川
- 金曜日の妻たちへII 男たちよ、元気かい?（1984年）
- ニュードキュメンタリードラマ昭和 松本清張事件にせまる / 東條英機暗殺（1984年）
- 月曜ワイド劇場 / 想い出のグリーングラス（1984年）
- 暴れん坊将軍シリーズ
  - 暴れん坊将軍III 第23話「愛を棄てた女」（1988年） - 大場弥八郎
  - 暴れん坊将軍IV
    - 第22話「吉宗、熱き心で掟破り!」（1991年） - 藤兵衛
    - 第50話「血涙! 愛しき忠義」（1992年） - 柿岡藤左衛門
- 月曜・女のサスペンス / 父は戦争に行った（1988年）
- 検事・若浦葉子（1991年）
- さすらい刑事旅情編V 第4話「特急さざなみ4号・セクハラに勝った女」（1992年）
- ヒューマンドラマスペシャル / 命うるわしく 訪問看護婦物語（1995年）
- ブラック・ジャック カルテIII（2001年）
- 北朝鮮拉致・めぐみ、お母さんがきっと助けてあげる（2003年）
- 昭和枯れすすき

### 舞台
- 復活
- コーカサスの白墨の輪
- フルサークル
- 南回帰線にジャポネーズの歌は弾ね
- ハムレット
- メフィスト
- ロミオとジュリエット
- 肝っ玉おっ母とその子供たち
- 収容所から来た遺書
- 我らが祖国のために
- きょうの雨 あしたの風
- 不忠臣蔵
- しまいこんでいた歌
- 三人姉妹
- 三屋清左衛門残日録 〜夕映えの人〜
- 三文オペラ
- しとやかな獣
- 国境のある家
- 豚と真珠湾
- 赤ひげ
- ある馬の物語
- 橋ものがたり
- かもめ
- はるなつあきふゆ
- コルチャック先生
- お侠
- ジュリアスシーザー三部作
- ブレヒトオペラ
- 欲望という名の電車
- ハリウッド物語
- 野がも
- 七人の墓友
- 気骨の判決
- 運命とは個性である
- 戦争とは…2014
- 検察官
- どん底
- お気に召すまま
- マクベス
- 颶風のあと
- ある馬の物語
- かもめ (チェーホフ)

### CM
- ダイハツ・タントエグゼ

### VP
- AIGエジソン生命保険